# Жарарака чорна
Жарарака чорна (Rhinocerophis cotiara) — отруйна змія з роду Змія-носоріг родини Гадюкові. Інша назва «котіара».

## Опис
Загальна довжина досягає 1,2 м. За будовою голови та тулуба схожа на уруту. Відрізняється від неї забарвленням, де на темно—коричневому фоні є рідкісніші, великі та темні С-подібні плямами.

## Спосіб життя
Полюбляє низини, лісисту місцину. Активна вночі. Харчується ящірками, гризунами.
Отрута досить небезпечна. Використовують у фармакології. При першому взятті отримують від кожної змії по 40 мг отрути (у сухому вигляді).
Це живородна змія. Самиці народжують до 10 дитинчат.

## Розповсюдження
Мешкає у південній Бразилії та північно—східній Аргентині.